# Ponikve (Čajniče, BiH)
Ponikve su naseljeno mjesto u općini Čajniču, Republika Srpska, BiH. 

## Stanovništvo
Nacionalni sastav stanovništva 1991. godine, bio je sljedeći:
| Narod       | Broj stanovnika |
| ----------- | --------------- |
| Srbi        | 157             |
| Jugoslaveni | 7               |
| Ostali      | 3               |
| Ukupno      | 167             |